# 曼米

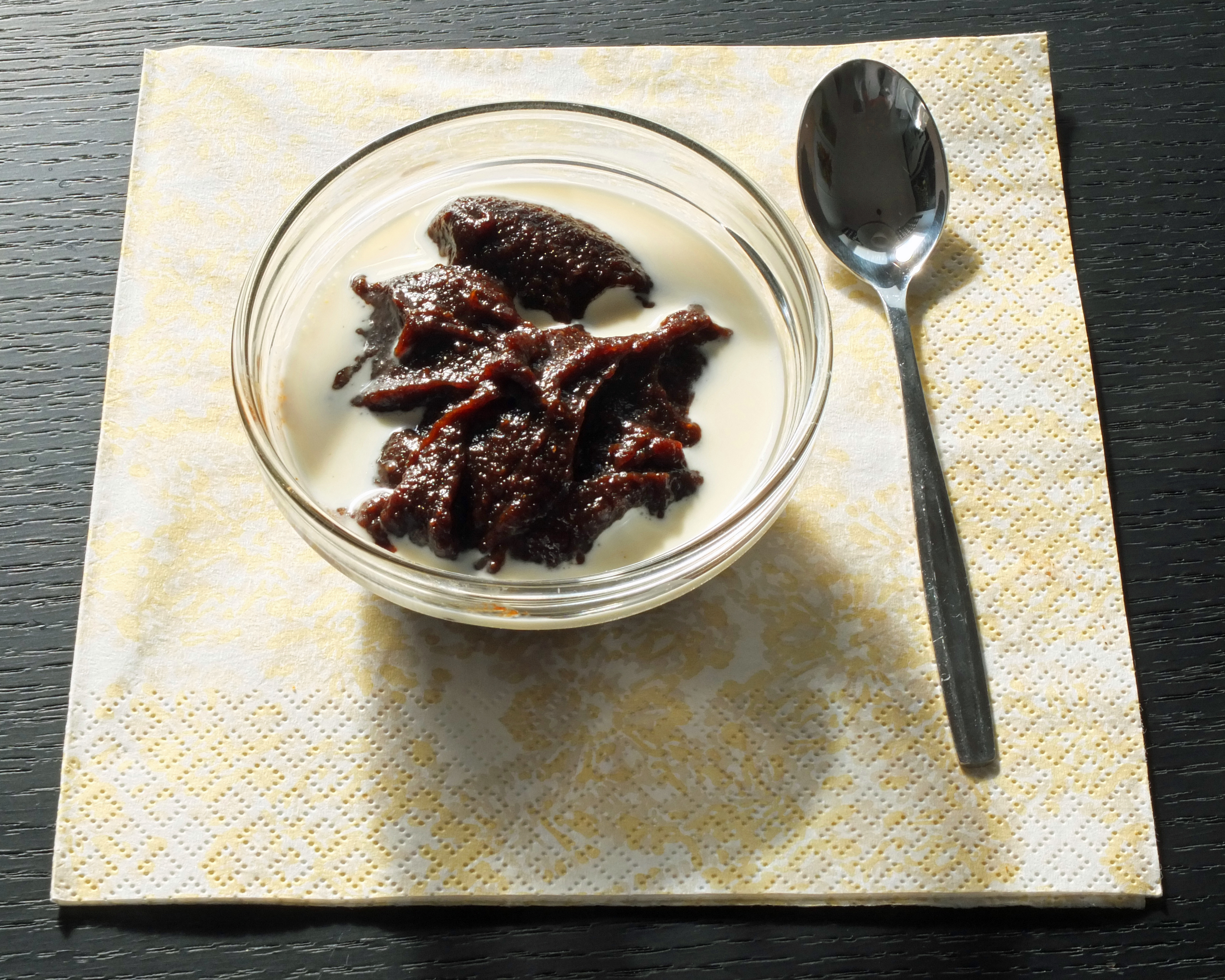
一碗加了奶油的曼米

曼米（芬蘭語：mämmi）是一种芬兰传统的甜点食品，尤其是在复活节期间食用。曼米是一种添加了甜剂的粥，主要由水分、黑麦麦芽及黑麦粉做成的。通常还添加一点盐和苦橙皮或者橙皮果酱，有的菜谱里面会添加糖浆。

## 历史
曼米首次在16世纪的一篇用拉丁语写成的论文中提及到。据称自13世纪起就在芬兰西南部开始食用曼米。
现在芬兰人很少自己在家做曼米，几乎所有的曼米都是在食品厂裡制作的。在北美洲和澳大利亚的芬兰人后裔还有人在家自制曼米。